# Aviation nationale du Venezuela
L’aviation militaire bolivarienne (en espagnol : Aviación Militar Nacional Bolivariana) est l'une des quatre composantes des Forces armées vénézuéliennes, dont l'objectif est d'assurer l'espace aérien du Venezuela, de contribuer au maintien de l'ordre interne, de participer activement au développement du pays et de garantir l'intégrité territoriale et la souveraineté de la nation.
Avant 2006 elle était nommée Forces aériennes du Venezuela (Fuerza Aérea Venezolana, FAV).

## Histoire
La force aérienne du Venezuela fut créée le 10 décembre 1920 lorsque l'école militaire d'aviation du Venezuela fut fondée. Parmi les premiers appareils, on pouvait compter des Farman, des Caudron G.3 ainsi que des Caudron G.4. Pendant ses premières décennies, la FAV fut influencée par les armées de l'air française, allemande et italienne. Après la Seconde Guerre mondiale, l'institution fut réorganisée avec l'aide nord-américaine, pour former les Fuerza Aérea Venezolana le 22 juin 1946.
La majorité des bases aériennes actuels furent construites pendant les années 1960. Les principaux chasseurs de cette époque étaient des Venom, des Vampire, et des F-86. Les principaux bombardiers étaient des B-25 Mitchell. Pendant les années 1970 et 1980, et à la suite de l'augmentation du prix du pétrole, les capacités militaires des FAV furent considérablement augmentées. De nombreux types d'appareils furent utilisés, parmi lesquels on compte un total de 28 Mirage III E et V en service de novembre 1972 a 2009, VF-5A et 5D, des T-2D, OV-10A et E, T-27. Le Venezuela fut l'un des premiers utilisateurs du F-16 qui fut introduit en 1983 pour équiper le récent Groupe Aérien de Chasse 16 sur la base de Liberator,.
Lors d'une tentative de coup d'État du 27 novembre 1992, deux F-16 loyalistes abattent deux OV-10 Bronco et un Tucano AT-27. Deux autres Bronco sont abattus dont un par un missile sol-air RBS 70.
En 2006, les F-16, F-5 et Mirage vénézuéliens participèrent à l'exercice sud-américain Cruzex III au Brésil, aux côtés des forces argentines, brésiliennes, chiliennes, françaises, péruviennes et uruguayennes.
Plusieurs avions faisant du trafic de stupéfiants sont abattus par la chasse au cours des décennies.

## Modernisation
L'armée de l'air acheta 24 Soukhoï Su-30 russes en juillet 2006 en conséquence de l'embargo américain sur les pièces détachées des F-16. Le Venezuela a été en discussion avec la Russie pour l'achat éventuel de chasseurs Su-35 ainsi qu'un lot de 12 à 24 Soukhoï Su-30 en 2009, mais il n'y a pas de livraisons de Su-35 en date de 2024.

## Équipement
|                                    | Image            | Origine          | Type                                        | Quantité en 2023 | Versions                                                          |
| Avions de chasse                   | Avions de chasse | Avions de chasse | Avions de chasse                            | Avions de chasse | Avions de chasse                                                  |
| ---------------------------------- | ---------------- | ---------------- | ------------------------------------------- | ---------------- | ----------------------------------------------------------------- |
| Sukhoi Su-30                       | thumbs           | Russie           | Avion multirôle                             | 22               | Su-30MKV                                                          |
| F-16 Fighting Falcon               | thumbs           | États-Unis       | Avion multirôle                             | 15 3             | F-16A F-16B                                                       |
| Avion d’entraînement               |                  |                  |                                             |                  |                                                                   |
| Hongdu K-8VV                       |                  | Chine            | Avion d'entrainement/ d'attaque léger       | 24               | JL-8W (K-8W)                                                      |
| Embraer EMB 312 Tucano             | thumbs           | Brésil           | Avion d'entrainement/ d'attaque léger       | 10               | EMB-312V Tucano                                                   |
| Aermacchi SF.260                   | thumbs           | Italie           | Avion d'entrainement/ d'attaque léger       | 5                | Aermacchi SF.260B                                                 |
| Diamond Aircraft DA-42VI           | thumbs           | Autriche         | Avion d'entrainement moyen                  | 6                | Diamond Aircraft DA-42 Twin Star                                  |
| Avion de transport et ravitailleur |                  |                  |                                             |                  |                                                                   |
| Boeing KC-707                      | thumbs           | États-Unis       | Avion ravitailleur                          | 1                | Boeing 707-320C                                                   |
| Lockheed C-130 Hercules            | thumbs           | États-Unis       | Avion de transport tactique                 | 5                | C-130HV                                                           |
| Shaanxi Y-8                        | thumbs           | Chine            | Avion de transport tactique                 | 8                | Shaanxi Y-8 F-200W                                                |
| Short 360                          |                  | Royaume-Uni      | Transport                                   | 1                | Short 360-300                                                     |
| Aeritalia G.222                    |                  | Italie           | Avion de transport tactique                 | 1                |                                                                   |
| Dornier 228NG                      | thumbs           | Allemagne        | Transport et support                        | 3                | Dornier Do-228NG                                                  |
| Beechcraft Super King Air          | thumbs           | États-Unis       | Transport et ambulance aérienne             | 8                | Beechcraft Super King Air BE-200 Beechcraft Super King Air BE-350 |
| Beechcraft Queen Air               | thumbs           | États-Unis       | Transport spécial                           | 2                | Beechcraft A65-80 Queen Air                                       |
| Cessna 208B Grand Caravan          | thumbs           | États-Unis       | Transport et support                        | 5                | Cessna 208B Grand Caravan                                         |
| Cessna 206                         | thumbs           | États-Unis       | Transport et support                        | 12               | Cessna T206H Stationair                                           |
| Quad City Challenger II (en)       |                  | États-Unis       | Transport léger                             | 11               |                                                                   |
| Short 360 Sherpa (en)              |                  | Royaume-Uni      | Transport léger                             | 2                |                                                                   |
| Avion de guerre électronique       |                  |                  |                                             |                  |                                                                   |
| Dassault Falcon 20C                | thumbs           | France           | Intelligence et reconnaissance électronique | 2                | Falcon 20C Prometeo                                               |
| Fairchild C-26 Metro               | thumbs           | États-Unis       | Renseignement et guerre électronique        | 2                | Fairchild C-26B Metro EW                                          |
| Hélicoptères                       |                  |                  |                                             |                  |                                                                   |
| Mil Mi-17V5                        | thumbs           | Russie           | Transport moyen                             | 8 2              | MI-17 Hip H Mi-172                                                |
| Eurocopter AS332 Super Puma        | thumbs           | France           | Transport moyen                             | 3                | AS.332B1 Super Puma                                               |
| Eurocopter AS 532 Cougar           |                  | France           | Transport moyen                             | 7 2              | AS.532AC Cougar AS.532UL Cougar                                   |
| Hélicoptère d'entrainement         |                  |                  |                                             |                  |                                                                   |
| Enstrom 280                        | thumbs           | États-Unis       | Hélicoptère léger d'entrainement            | 2                | F-280FX Shark                                                     |
| Enstrom 480 (en)                   | sinmarco         | États-Unis       | Hélicoptère léger d'entrainement            | 10               |                                                                   |
| Drone                              |                  |                  |                                             |                  |                                                                   |
| Mohajer2/CAVIM                     | thumbs           | Iran Venezuela   | Drone de reconnaissance                     | 27               | Arpia                                                             |
| Gavilán                            |                  | Venezuela        | Drone                                       | 4                |                                                                   |
| ANT-1X                             |                  | Venezuela        | Drone                                       | 1                | Prototype                                                         |
| Avion de transport VIP             |                  |                  |                                             |                  |                                                                   |
| Airbus 319                         | thumbs           | Union européenne | Avion présidentiel                          | 1                | Airbus A319CJ                                                     |
| Boeing 737                         | thumbs           | États-Unis       | Transport VIP                               | 1                | Boeing 737-2N1                                                    |
| Cessna Citation                    | thumbs           | États-Unis       | Transport VIP                               | 1 4 1            | Cessna Citation 500 Cessna Citation 550 Cessna Citation 750X      |
| Dassault Falcon 900                | thumbs           | France           | Transport VIP                               | 2                | Dassault Falcon 900EX                                             |
| Dassault Falcon 50                 | thumbs           | France           | Transport VIP                               | 1                | Falcon 50                                                         |

## Armement
| Armement                                                      | Image            | Origine                 | Type                               | Quantité en service | Versions            |
| Missiles aériens                                              | Missiles aériens | Missiles aériens        | Missiles aériens                   | Missiles aériens    | Missiles aériens    |
| ------------------------------------------------------------- | ---------------- | ----------------------- | ---------------------------------- | ------------------- | ------------------- |
| Vympel R-73                                                   |                  | Russie                  | guidage thermique                  | 110                 |                     |
| Vympel R-77                                                   |                  | Russie                  | guidage radar longue portée        |                     |                     |
| Vympel R-27                                                   |                  | Russie                  | guidage thermique                  | 100                 |                     |
| Raytheon AIM-9L Sidewinder                                    | thumbs           | États-Unis              | guidage thermique et infrarouge    | 48                  |                     |
| Rafael Python 4                                               | thumbs           | Israël                  | guidage thermique et infrarouge    | 46                  |                     |
| PL-5E                                                         |                  | Chine                   | guidage thermique et infrarouge    | N/C                 |                     |
| Missile air-sol/Missile sol-air                               |                  |                         |                                    |                     |                     |
| Kh-29T (AS-14 Karen)                                          | thumbs           | Russie                  | guidage Tv d'attaque au sol        | 36                  |                     |
| Kh-31A (AS-17 Krypton)                                        |                  | Russie                  | guidage radar anti-navire          |                     |                     |
| Kh-31P (AS-17 Krypton)                                        | thumbs           | Russie                  | guidage radar anti-radar           | 28                  |                     |
| Kh-59ME (AS-18 Kazoo) (en)                                    | thumbs           | Russie                  | guidage thermique d'usage multiple | 24                  |                     |
| Kh-59 (AS-13 "Kingbolt")                                      | thumbs           | Russie                  |                                    |                     |                     |
| Rafael ADAMS (Air Defence Advanced Mobile Systems) Barak Mk.3 |                  | Israël                  |                                    | [ 17 ]              |                     |
| AM39 Exocet                                                   |                  | France                  | Missile anti navires               | N/c                 |                     |
| Bombes d'usages multiples                                     |                  |                         |                                    |                     |                     |
| Elbit Lizard                                                  |                  | Israël                  | Bombe sans guidage                 | [ 18 ]              |                     |
| KAB-500Kr                                                     | thumbs           | Union soviétique Russie | Bombe sans guidage                 | [ 19 ]              |                     |
| KAB-1500L (pl)                                                |                  | Union soviétique Russie | Bombe guidée                       | [ 20 ]              |                     |
| Mk.82                                                         | thumbs           | États-Unis              | Bombe sans guidage                 |                     |                     |
| Mk.84                                                         | thumbs           | États-Unis              | Bombe sans guidage                 |                     |                     |
| FAB (Fugasnaya Aviabomba)                                     |                  | Russie                  | Bombe sans guidage                 | [ 21 ]              |                     |
| Matra Durandal                                                | thumbs           | France                  | Bombe anti-piste                   |                     | BLU-107 Durandal II |
| TAL CB-1& CB-2                                                |                  | Israël                  | Bombe à fragmentation              |                     | TAL CB-1 TAL CB-2   |
| Natak                                                         |                  | Israël                  | Bombe éclairante                   | [ 22 ]              |                     |